# 정재종
정재종(鄭載鍾,, 1959년 12월 15일 ~ , 경남 진주)은 대한민국의 전 감사원 공무원이다.

## 학력
- 송정초등학교 졸업
- 경남중학교 졸업
- 동아고등학교 졸업
- 부산수산대학 수산경영학과 졸업

## 경력
- 2011년 9월 ~ 2014년 4월 : 감사원 부산 국민.기업불편신고센터 센터장
- 2014년 4월 ~ 2018년 5월 : 감사원 조정2 담당관
- 2018년 5월 ~ 2018년 6월 : 감사원 중앙민원사무소장
- 2018년 6월              : 감사원 부이사관 퇴직
- 2018년 7월 ~ 현재       : 농협중앙회 조합감사위원(비상임)

- 자유한국당 중앙위원회 교통분과 부위원장
- 자유한국당 국가안보전략단 부단장
- 세계로문화예술연대 경남본부장
- 한국다문화 예술원 후원회장
- 사회정의실현 시민연합 경남도지부 회장
- 한국미디어 저널협회 논설위원
- 진주 송정초등학교 총동창회 수석부회장
- 진주정씨 대종회 부회장